# Julia Michaels
Julia Carin Cavazos (Davenport (Iowa), 13 november 1993), beter bekend onder haar artiestennaam Julia Michaels, is een Amerikaans singer-songwriter. Michaels begon als tiener met optreden en ging later nummers schrijven voor bekende artiesten als Demi Lovato, Fifth Harmony, Hailee Steinfeld, Justin Bieber en Gwen Stefani. Ze tekende vervolgens een contract bij Republic Records en bracht begin 2017 haar debuutsingle Issues uit, wat tegelijkertijd haar internationale doorbraak als zangeres betekende.

## Biografie
Michaels werd geboren als Julia Cavazos en groeide grotendeels op met haar alleenstaande moeder Julie Scriven en oudere zus Jaden. Haar ouders gingen uit elkaar toen ze nog erg jong was en met haar vader, die van Puerto Ricaanse komaf is, had ze lang weinig contact. De achternaam Michaels dankt ze echter wel aan hem. Hij ambieerde een acteercarrière en veranderde daarom zijn geboortenaam Juan Manuel Cavazos in het meer Amerikaans klinkende John Michaels. Toen hun moeder later de kinderen ertoe aanzette om ook te gaan acteren, namen Jaden en Julia als vanzelfsprekend de artiestennaam van hun vader over.

### 2009-2016: Succesjaren als songwriter
Het was Jaden die in eerste instantie begon met zingen en het schrijven van liedjes, terwijl Julia zich vooral bezighield met haar zelfgeschreven gedichten op muziek te zetten. Toen ze twaalf was, ging ook zij zingen. Bij een proefopname van haar zus voor songwriter Joleen Belle werd de vijftienjarige Julia door haar moeder naar voren geschoven om een nummer in te zingen. Ze maakte met haar zangkunsten danige indruk op Belle en de twee gingen hierop direct samen nummers schrijven. Hun eerste geproduceerde liedjes werden als achtergrondmuziek gebruikt voor televisieprogramma's als The Hills en The View. Een nieuw hoogtepunt volgde op haar zeventiende toen Michaels en Belle de herkenningsmelodie voor de Disney-serie Austin & Ally mochten schrijven.
Na deze opdracht kwam Michaels in contact met Lindy Robbins, eveneens songwriter en goede vriendin van Joleen Belle. De laatste had haar gewezen op de talenten van de tiener en adviseerde Robbins een samenwerking met Michaels aan te gaan. En zo geschiedde. De eerste nummers werden in 2013 gelijk opgepikt en ingezongen door grote artiesten: Fire starter (Demi Lovato), Slow down (Selena Gomez), Undercover (Gomez) en Miss movin' on (debuutsingle van meidengroep Fifth Harmony). De carrière van Michaels kwam hierop in een stroomversnelling terecht. Wel vond ze het lastig met de druk om te gaan die ze ervoer en ze had op een gegeven moment dagelijks te maken met paniekaanvallen. Daar kwam ze vanaf dankzij haar nieuwe manager die haar leerde dat ze niet alle opdrachten hoefde te accepteren. Op haar negentiende ontmoette ze songwriter Justin Tranter, met wie ze sinds die tijd regelmatig samenwerkt. Michaels heeft meegeschreven aan bijna honderd nummers van bekende artiesten - inclusief het goedverkopende Sorry (Justin Bieber), Dive (Ed Sheeran) en Hands to myself (Selena Gomez) - waarmee ze wereldwijd meer dan acht miljard streams heeft bereikt.

### 2016-heden: Carrière als solozangeres
In de zomer van 2016 zong ze met de Noorse dj Kygo het nummer Carry me in, en vertolkte dit met hem bij de sluitingsceremonie van de Olympische Spelen in Rio de Janeiro. Het was haar tweede liveoptreden ooit. Charlie Walk, president van Republic Records, vroeg Michaels al eerder waarom ze zelf geen nummers opnam. Ze was er te onzeker voor, vond ze. Maar nadat ze het lied Issues had geschreven dat over een heftige ruzie met haar vriend ging, wist ze zeker dat ze het zelf wilde inzingen. Het was te persoonlijk om het een andere artiest te laten doen. Veel bekende zangers 'vochten' volgens haar om het lied, maar Michaels hield het dus voor zichzelf. De single werd in januari 2017 uitgebracht en zorgde voor haar internationale doorbraak als zangeres. Het werd gevolgd door twee andere singles (Uh huh en Worst in me) en de solo-ep Nervous system. En eind 2017 werd ze genomineerd voor de muziekprijzen American Music Awards, Billboard Music Awards, Grammy Awards, MTV Video Music Awards en MTV Europe Music Awards.

## Discografie

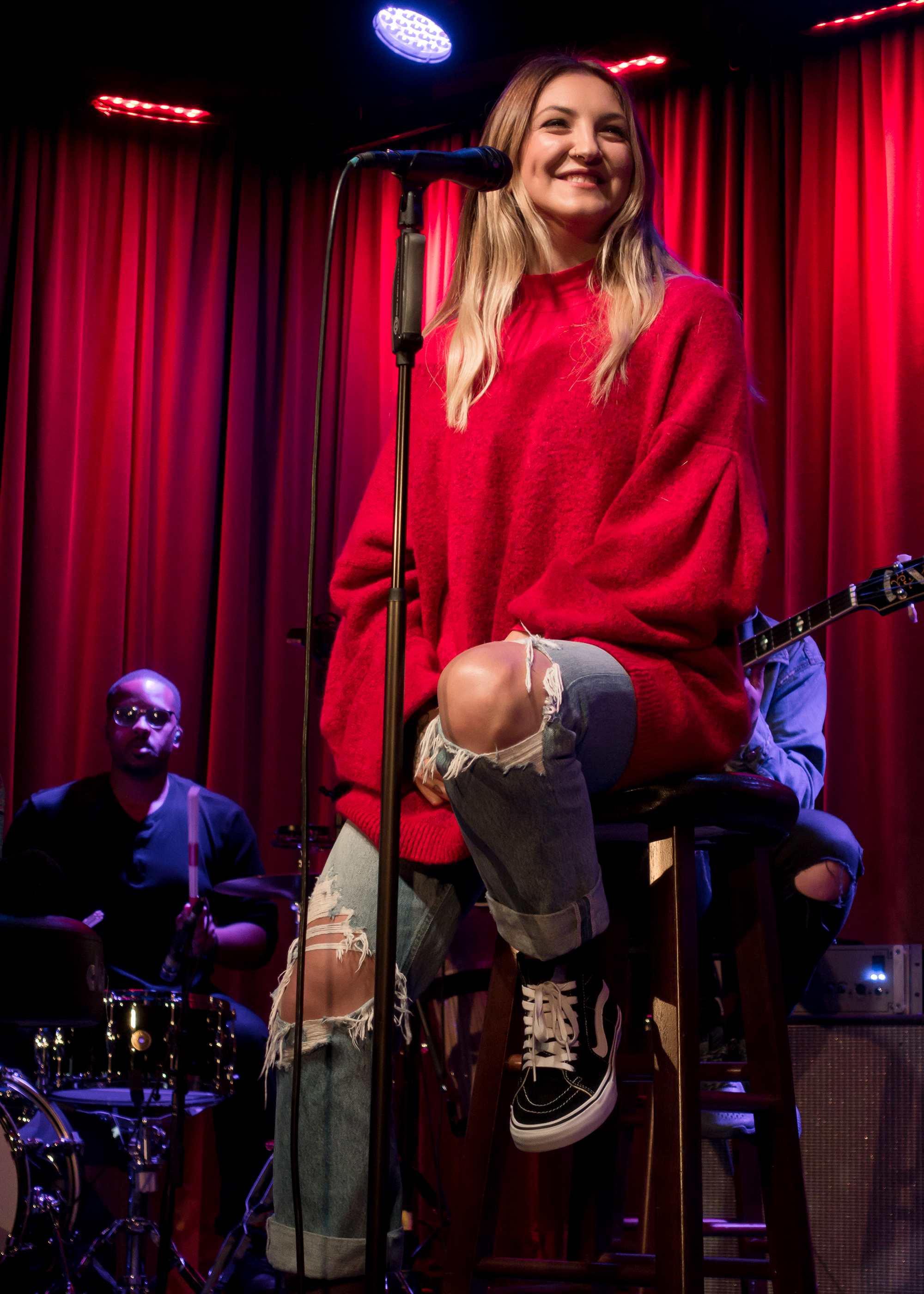
Julia Michaels in 2017

### Albums
| Album                  | Verschijnen | Label            | Hitlijsten | Hitlijsten | Hitlijsten | Hitlijsten | Hitlijsten | Hitlijsten |
| Album                  | Verschijnen | Label            | BE (VL)    | BE (VL)    | NL         | NL         | GB         | US         |
| Album                  | Verschijnen | Label            | Piek       | Weken      | Piek       | Weken      | Piek       | Piek       |
| ---------------------- | ----------- | ---------------- | ---------- | ---------- | ---------- | ---------- | ---------- | ---------- |
| Nervous system         | 28 jul 2017 | Republic Records | —          |            | —          |            | —          | 48         |
| Inner monologue part 1 | 24 jan 2019 | Republic Records | 106        | 1          | —          |            | —          | 99         |

### Singles
| Lied                                                 | Verschijnen | Album               | Hitlijsten | Hitlijsten | Hitlijsten  | Hitlijsten  | Hitlijsten | Hitlijsten |
| Lied                                                 | Verschijnen | Album               | BE (VL)    | BE (VL)    | NL (Top 40) | NL (Top 40) | GB         | US         |
| Lied                                                 | Verschijnen | Album               | Piek       | Weken      | Piek        | Weken       | Piek       | Piek       |
| ---------------------------------------------------- | ----------- | ------------------- | ---------- | ---------- | ----------- | ----------- | ---------- | ---------- |
| Carry Me (Kygo ft. Julia Michaels)                   | 12-8-2016   | Cloud Nine          | tip40      |            | 28          | 4           | 133        | —          |
| Issues                                               | 13-1-2017   | Nervous system      | 8          | 25         | 15          | 19          | 10         | 11         |
| I Miss You (Clean Bandit ft. Julia Michaels)         | 27-10-2017  | What Is Love?       | 5          | 26         | 17          | 14          | 4          | 92         |
| Hurt Somebody (Noah Kahan met Julia Michaels)        | 12-1-2018   | Hurt Somebody       | tip8       |            | 13          | 22          | —          | —          |
| Heaven                                               | 26-1-2018   | Fifty Shades Freed  | tip7       |            | —           |             | 77         | —          |
| Coming Home (Keith Urban ft. Julia Michaels)         | 21-3-2018   | Graffiti U          | —          |            | —           |             | —          | 50         |
| There's No Way (Lauv ft. Julia Michaels)             | 27-9-2018   | —                   | tip17      |            | —           |             | —          | —          |
| Lie to Me (5 Seconds of Summer ft. Julia Michaels)   | 21-12-2018  | —                   | —          |            | tip14       |             | 99         | —          |
| Peer Pressure (James Bay ft. Julia Michaels)         | 22-2-2019   | —                   | —          |            | tip17       |             | 85         | —          |
| If the World Was Ending (JP Saxe ft. Julia Michaels) | 2019        | Hold It Together EP | 13         | 19         | 25          | 11          | —          | —          |

### Videoclips
| Titel                                              | Jaar | Album          | Regisseur       |
| -------------------------------------------------- | ---- | -------------- | --------------- |
| Issues                                             | 2017 | Nervous system | Tabitha Denholm |
| Uh huh                                             | 2017 | Nervous system | Emil Nava       |
| I miss you (Clean Bandit featuring Julia Michaels) | 2017 | —              | Clean Bandit    |